# Rudolf Horvat
Rudolf Horvat (Kapronca, 1873. március 14. – Zágráb, 1947. május 25.), horvát történész, író és politikus, egyetemi tanár.

## Élete
Rudolf Horvat 1873-ban született Kaproncán. Apja, Andrija iparos és városi képviselő volt.  Elemi iskoláit Kaproncán, a középiskolát Varasdon és Zágrábban végezte. Beiratkozott a Zágrábi Egyetem Teológiai Karára, de két év után átkerült a Filozófiai Karra, ahol 1896-ban történelem-földrajz szakon szerzett diplomát. Doktori disszertációját a Filozófiai Karon Tomiszláv királyról és koráról írta. 1897-ben Eszéken feleségül vette Jelislava Kruljacot, aki egész életén át hűséges társa volt. Első munkahelye az eszéki reálgimnázium volt, ahol 1901-től tanított. Az akkori horvát bán, Khuen-Héderváry Károly ellenzéke mellett kötelezte el magát, így felkerült a nemkívánatos személyek listájára, és áthelyezték a zimonyi reálgimnáziumba, ahol barátságot kötött Stjepan Radić-csal, és megalapították a Horvát Parasztpártot (HSS). Ezután áthelyezték a petrinyai alsó gimnáziumba, ahol megírta első nagyobb műveit. Petrinyai szolgálata alatt írta meg „Borba Hrvata s Turcima za Petrinju” (A horvátok harca a törökökkel Petrinyáért) című könyvét, amiért Petrinya díszpolgárává választották.
Hét áthelyezési kérelem után csak 1907-ben költözhetett Zágrábba, ahol az Alsóvárosi Reálgimnáziumban kapott állást. A hatalommal rendelkező horvát-szerb koalícióval való egyet nem értése és a Stjepan Radić iránti erősödő szimpátiája volt az oka annak, hogy elveszítette tanári állását, és esélye sem volt elhelyezkedni a zágrábi Állami Levéltárban. Az első világháború idején szerbbarátként Magyarországra internálták, majd a háború után, 1919-ben az új szerb-horvát-szlovén államban az új jugoszláv címer kritikája miatt visszavonult a szolgálattól. Minden kutatását egyedül finanszírozta, állami támogatás nélkül. A Stjepan Radić meggyilkolása után lezajlott események az a meggyőződést keltették benne, hogy szükséges egy független Horvátország megteremtése, így írásaiban ismét a politika felé fordult. Ebben az időszakban időnként írt a „Jutarnji list” című újságba egy-egy múltbeli témájú történetet. Akkoriban, 1929-ben és 1930-ban a Jutarnji list szerkesztője Josip Horvat čepini születésű újságíró és publicista volt.
1937-ben megalapította a „Hrvatski rodoljub” (Horvát hazafi) történelmi társaságot, amely számos könyvét adta ki, a Horvát Bánság idején pedig elindította a „Hrvatska prošlost” (Horvát múlt) című folyóiratot. A Független Horvát Állam megalakulásakor Horvat történészként és professzorként újra aktivizálódott, és történelmet tanított a katonai akadémián és a zászlósiskolán. 1942-ben parlamenti képviselővé, 1944-ben pedig a Zágrábi Egyetem Filozófiai Karának történészprofesszorává nevezték ki. 1942-ben jelent meg „Hrvatska na mučilištu” (Horvátország a kínban) című könyve, amely bőséges történelmi anyagot ad az 1918 és 1941 közötti horvátországi helyzetről, amiért 1945 nyarán az új hatóságok bíróság elé állították. A zágrábi Legfelsőbb Népbíróság 10 évre politikai és állampolgári jogainak elvesztésére ítélte. 1947-ben Zágrábban halt meg. A zágrábi Mirogoj temetőben temették el.

## Tudományos munkássága
Rudolf Horvat a történetírás területén is maradandót alkotott. Élete során 56 könyvet, 1200 cikket publikált és 2000 előadást tartott. Számos munkát és cikket írt több horvát városról (Zágráb, Kapronca, Varasd, Petrinya, Verőce stb.) és régióról (Lika, Korbava, Drávamente, Muravidék, Szlavónia stb.), de a horvát történelemről is számos sikeres műve jelent meg. Ő írta a horvát gazdaság történetének egyetlen feldolgozását, amely már csak a független horvát államban jelent meg 1994-ben. 
Rudolf Horvat történelmi regényeket és novellákat is írt annak érdekében, hogy a horvát történelmi eseményeket közelebb hozza a szélesebb olvasóközönséghez, és egyben felszítsa a nemzeti érzelmeket. Számos irodalmi művet írt, ezek egy része könyv formájában is megjelent.

## Politikai tevékenysége
A Horvát Népi Parasztpárt (HPSS) megalapításának egyik kezdeményezője. Tagja volt a HPSS vagy HSS vezetőségének és pénztárosa. Később megvált a Stjepan Radic által követett politikától, és közelebb került a kevésbé mérsékelt horvát politikai irányzatokhoz. Többször választották meg a HSS listáján parlamenti képviselőjévé (1920-ban Zágráb megyei listavezető volt, 1923-ban pedig Eszéken és Valpóban kapott mandátumot. A második világháború után a jugoszláv kommunista hatóságok elítélték, és tíz évre megfosztották polgári és politikai jogaitól, professzori nyugdíj nélkül maradt, amelyet soha többé nem kapott vissza. Amíg a kommunisták voltak hatalmon műveit nem lehetett szabadon felhasználni. A történelmi eseményeknek nyomtatott sajtóban való népszerűsítésével a horvát államiság helyreállításáért küzdött. A horvát történelemről számos eredeti dokumentumsorozatot készített. A független Horvátország megteremtésének egyik legfontosabb szószólója volt. Kifejezetten horvátpárti tevékenysége miatt az állami rezsim szisztematikusan háttérbe szorította és megakadályozta a munkában. Azokban a városokban, ahol szolgált, szervezője volt a társadalmi és kulturális életnek, különösen az énekegyletek munkájában vett részt.

## Főbb tudományos művei
- Ivan Korvin, ban hrvatski, Zagreb, 1896.
- Kralj Tomislav i njegovo doba, Zagreb, 1897.
- Rat Hrvata s Mađarima 1848. godine, 4 jegyzet, Zagreb, 1900. i 1901.
- Borba Hrvata s Turcima za Petrinju, Petrinja, 1903.
- Povijest Hrvatske, Petrinja, 1904.
- Najnovije doba hrvatske povijesti, Zagreb, 1906.
- Povijest Međimurja, Varaždin, 1907.
- Politička povijest grada Rijeke, Rijeka, 1907.
- Varaždin koncem XVI. stoljeća, Zagreb, 1911.
- Izborna reforma u Hrvatskoj, Zagreb, 1917.
- Hrvati u Bačkoj, Bunjevci i Šokci, Osijek, 1922.
- Hrvati i Srbi, Osijek, 1923.
- Hrvatsko pitanje, Zagreb, 1923.
- Povijest Hrvatske: knjiga I.: od najstarijeg doba do godine 1657., Zagreb, 1924.
- Kako su nekada živjeli hrvatski obrtnici?, Zagreb, 1929.
- Hrvatska Podravina, Zagreb, 1933.
- Slavonija, Zagreb, 1936.
- Povijest Đurđevca, Zagreb, 1940.
- Na bedemima stare Hrvatske, Zagreb, 1941.
- Lika i Krbava: povijesne slike, crtice i bilješke, I-II, Zagreb, 1941.
- Gradec kod Križevaca, Zagreb, 1942.
- Hrvatska na mučilištu, Zagreb, 1942., (reprint 1991.)
- Prošlost grada Zagreba, Zagreb, 1942. (reprint 1992.)
- Zagreb - povijest glavnog grada Hrvatske, Zagreb, 1943.
- Povijest slob. i kr. grada Koprivnice, Zagreb, 1943.
- Povijest trgovine, obrta i industrije u Hrvatskoj, 1994.
- Srijem: naselja i stanovništvo, Slavonski Brod, 2000.
- Hrvatska povijest, Split, 2002. (társszerzők: Antun Dabinović, Tomislav Jonjić, Lovre Katić, Ivan Mužić, Slavko Pavičić és Franjo Perše)

### Könyvei
- Pripovijesti iz hrvatske povijesti, (két kötetben) Zagreb, 1903. és 1904.
- Posljednji knez Slunjski, (novella) Zagreb, 1913.
- Tko će biti kralj? (regény a 16. századi horvát történelemről), Zagreb, 1914.

## Díjak és kitüntetések
- 1905: Petrinya díszpolgára
- 1926: Zágrábi Kereskedelmi és Ipari Kamara által meghirdetett pályázat nyertese.

## Fordítás
Ez a szócikk részben vagy egészben  a   Rudolf Horvat című horvát Wikipédia-szócikk ezen változatának fordításán alapul.  Az eredeti cikk szerkesztőit annak laptörténete sorolja fel. Ez a jelzés csupán a megfogalmazás eredetét és a szerzői jogokat jelzi, nem szolgál a cikkben szereplő információk forrásmegjelöléseként.